# Departamentul Río Negro
Departamentul Río Negro este un departament din Uruguay aflat în regiunea de vest a Uruguayului. Are o suprafață de 9.282 km² și o populație de 54.765 de locuitori. Capitala sa este Fray Bentos. Se învecinează cu departamentul Paysandú la nord, cu departamentul Tacuarembó la est, cu departamentul Durazno la sud-est, cu departamentul Soriano la sud, iar la vest este Río Uruguay care îl desparte de Argentina.

## Istorie
Prima împărțire a Republicii în șase departamente s-a realizat la 27 ianuarie 1816. Alte două departamente s-au format mai târziu în acel an. În acea perioadă, departamentul Paysandú includea tot teritoriul la nord de Río Negro, care includea departamentele actuale Artigas, Rivera, Tacuarembó, Salto, Paysandú și Río Negro. La 17 iunie 1837, a fost realizată o nouă diviziune a Uruguayului și acest teritoriu a fost împărțit în trei părți. În noua diviziune, departamentul Paysandú a inclus și departamentul actual Río Negro, până când a fost despărțit din acesta în 1868.

## Populație și demografie
În urma recensământului din 2011, Departamentul Río Negro avea o populație de 54.765 de locuitori (27.576 bărbați și 27.189 femei) și 20.975 de gospodării.
Date demografice pentru Departamentul Río Negro în 2010:
- Rata de creștere a populației: 0,529%
- Rata natalității: 15,82 nașteri/1.000 de persoane
- Rata mortalității: 7,38 de decese/1000 de persoane
- Vârsta medie: 31,5 ani (31,3 bărbați, 31,6 femei)
- Speranța de viață la naștere:
  - Total populație: 78,04 ani
  - Bărbați: 74,78 ani
  - Femei: 81,05 ani
- Venitul mediu pe gospodărie: 25.585 pesos/lună
- Venit urban pe cap de locuitor: 9.137 pesos/lună